# Czerwona Brygada
Czerwona Brygada – indyjska organizacja pozarządowa zajmująca się ochroną kobiet przed przemocą i gwałtami. 
Została założona w 2011 roku przez lokalną nauczycielkę, Usha Vishwakarm. Jej działalność obejmuje m.in. prowadzenie zajęć samoobrony dla kobiet, patrolowanie ulic Lucknow, nagłaśnianie lekcewazonych przez policję przypadków przemocy seksualnej oraz interwencje domowe. 